# Poncey-sur-l'Ignon
 Poncey-sur-l'Ignon  là một xã thuộc tỉnh Côte-d'Or trong vùng Bourgogne miền đông nước Pháp.